# Bryum redboonii
Bryum redboonii är en bladmossart som beskrevs av Donat 1936. Bryum redboonii ingår i släktet bryummossor, och familjen Bryaceae. Inga underarter finns listade i Catalogue of Life.